# Pierścieniowa plamistość jabłek
Pierścieniowa plamistość jabłek (ang. union necrosis of apple) – wirusowa choroba jabłek spowodowana przez wirusa pierścieniowej plamistości pomidora (Tomato ringspot virus, TomRSV).
Głównymi żywicielami wirusa TomRSV są: pelargonia, brzoskwinia zwyczajna i malina właściwa, ale poraża on także czarną porzeczkę, agrest, truskawkę, wiśnię i inne rośliny z rodzajów Prunus i Rubus, winorośl, borówka, jesiona amerykańskiego, hortensje, mieczyki i jabłka. Wśród roślin uprawianych w Polsce powoduje jamkowatość pnia drzew pestkowych, pierścieniową plamistość jabłek i pierścieniową plamistość pomidora.
Na porażonych przez wirusa jabłkach tworzą się nieregularne w kształcie i różnej wielkości plamy, początkowo jasne, ale szybko ciemniejące, w dojrzałych jabłkach czerwonobrunatne. Wokół plam powstają koncentrycznie pierścienie ordzawionej i spękanej skórki. Miąższ owoców pod plamami zazwyczaj nie ulega zmianie, bardzo rzadko tylko zdarza się, że czerwienieje.
Wirus przenosi się podczas okulizacji i szczepienia. Jego okres inkubacji trwa 4–5 lat. Najbardziej podatna na niego jest odmiana 'Golden Delicious' i jabłoń niska (Malus pumila). Są one używane jako rośliny wskaźnikowe do wykrycia jego obecności. Obecnie używa się jednak metod serologicznych (test ELISA) oraz konwencjonalnej techniki opartej na łańcuchowej reakcji polimerazy (PCR) oraz PCR w czasie rzeczywistym (qPCR) z sondami molekularnymi typu TaqMan.
Zapobiega się chorobie przez używanie do szczepienia i okulizacji zdrowego materiału rozmnożeniowego. Porażone wirusami drzewa usuwa się z sadu.